# Riksförbundet Pensionärsgemenskap
Riksförbundet PensionärsGemenskap (RPG) är en ekumenisk, ideell och partipolitiskt obunden pensionärsrörelse som bildades 1974.
RPG har omkring 15 000 medlemmar, i 12 distrikt och 287 föreningar runt om i Sverige.
RPG är med i Pensionärskommittén och en rad lokala pensionärsråd.
RPG:s tidning Seniorposten utkommer fyra gånger om året.
Berndt Holgersson är ordförande.